# أمويرو
بلدية أمويرو (بالإسبانية: Amoeiro) هي بلدية تقع في مقاطعة أورينسي التابعة لمنطقة غاليسيا شمال غرب إسبانيا.

## الديموغرافيا
بلغ عدد سكان بلدية أمويرو 2.297 نسمة عام 2011 (وفقاً للمعهد الوطني للإحصاء الإسباني).
| 2.291 | 2.260 | 2.330 | 2.356 | 2.334 | 2.327 | 2.297 |